# 帯谷大介
帯谷 大介（おびや だいすけ、1986年10月29日 - ）は、日本のラグビー選手。

## プロフィール
- 福岡県出身。
- ポジションはスタンドオフ(SO)、センター(CTB)。
- 身長 180cm、体重 90kg
- ラグビーリーグ日本代表に選ばれたことがある[1]。

## 略歴
7歳からラグビーを始めた。
2005年、佐賀工業高校卒業後、関東学院大学に入る。なお佐賀工業高校時代、高校日本代表に選ばれたことがある。
2009年、関東学院大学卒業後、NTTコミュニケーションズシャイニングアークスに加入。
2012年、NTTコミュニケーションズシャイニングアークスを退団した。